# John LaPorta
John LaPorta, né le 1er avril 1920 à Philadelphie (Pennsylvanie) et mort le 12 mai 2004, est un clarinettiste et saxophoniste de jazz américain.

## Carrière
Il apprend la clarinette à neuf ans puis joue dans le Youth symphony dirigé par Leopold Stokowski. Il joue ensuite dans les orchestres de Woody Herman, Bob Chester dans les années 1940. Il suit les cours de Lennie Tristano et joue avec lui dans le programme radio Modern jazz versus Figs de Barry Ulanov. En septembre et novembre 1947 il enregistre avec Charlie Parker et Dizzy Gillespie dans les séances Dial puis avec les Metronome all stars en 1952-1953 avec Miles Davis, Stan Getz, Roy Eldridge, Lester Young. Il travaille avec Charlie Mingus, Teo Macero puis fait partie du Composer's workshop. Il se produit en 1958 au Newport Jazz Festival avec un quartette. Il enseigne à partir de 1959 au Berklee School of Music puis dirige en 1964 le Boston Youth Band. Dans les années qui suivent il se consacre à la musicologie et à la composition.
Lors de la création en mars 1946 par Woody Herman du Ebony concerto d'Igor Stravinsky, il tient la partie de clarinette solo.

## Discographie
- The John LaPorta Quintet (Debut Records, 1954)
- Three Moods (Debut, 1955)
- South American Brothers (Fantasy Records, 1956)
- Conceptions (Debut, 1956)
- The Clarinet Artistry of John LaPorta (Debut, 1957)
- Theme and Variations (Fantasy, 2002)

Avec Kenny Clarke
- Klook's Clique (Savoy, 1956)

Avec Charles Mingus
- The Jazz Experiments of Charlie Mingus (Bethlehem, 1956)
- Jazz Composers Workshop (Savoy, 1956)